# Reator de neutrões rápidos

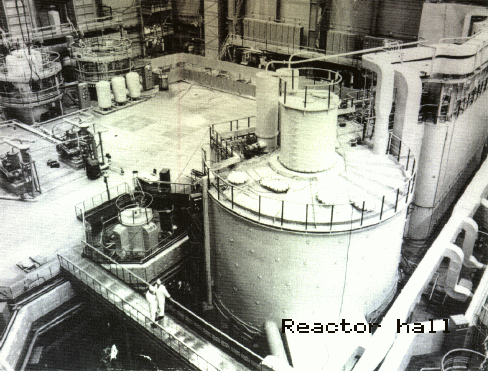
O reator de neutrões rápidos BN350 e a planta de dessalinização, em Shevchenko (Cazaquistão), nas margens do Mar Cáspio. O reator gerava 135 MW_{e} e fornecia vapor a uma planta de dessalinização associada. A imagem mostra uma vista interior do átrio do reator. O reator operou de 1973 a 1994.

Um reator de neutrões rápidos ou simplesmente reator rápido é uma categoria de reator nuclear na qual a reação em cadeia de fissão é sustentada por neutrões rápidos. Tais reatores não necessitam de moderadores nucleares, mas devem utilizar combustível que seja relativamente rico em material físsil quando comparado com o requerido por um reator térmico.